# M203

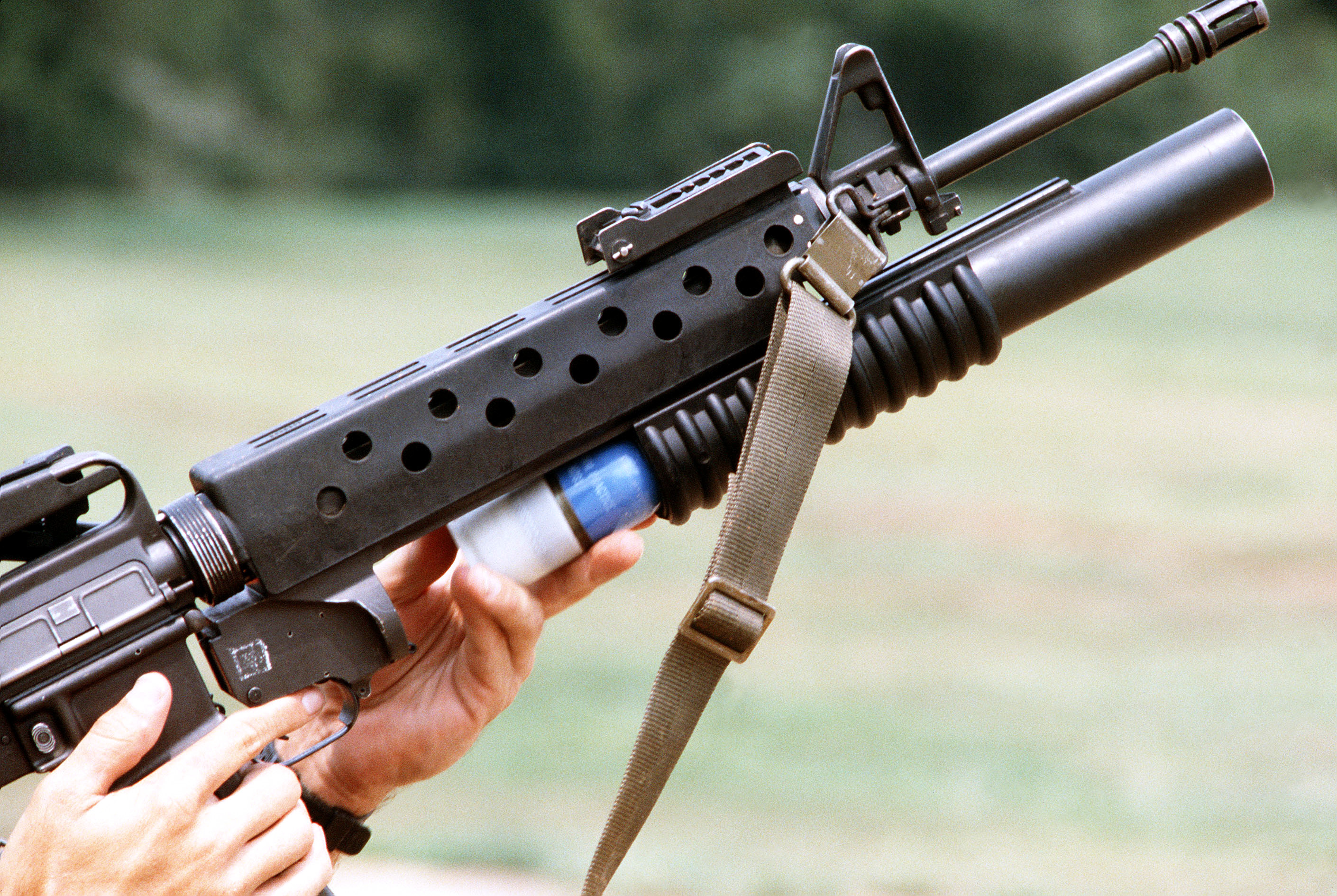
Laddning av en granat i M203, här monterad på en M16A1.

M203, ursprungligen designad av Colt's Manufacturing Co. men idag licenstillverkad av LMT Defense, är en granattillsats som monteras under huvudvapnet, ofta en M16 eller M4A1. M16 203 kallas en M16 automatkarbin med granattillsatsen. Den används bland annat inom amerikanska, israeliska och svenska armén. Den användes även som kommandovapen under första Kuwaitkriget. Den är ett enskottsvapen och måste laddas om efter varje skott. Den har kalibern 40 mm och kan avfyra en mängd olika typer av granater som spränggranater, rök– och lysgranater. 
Inom Försvarsmakten går M203 under namnet Granattillsats 40 mm Ak och används på Ak 5 och Ak 4. Till granattillsatsen finns övningsgranat, spränggranat och pansarspränggranat.
Med början juni 2017 inför USA:s armé M320 GLM (Grenade Launcher Module), vilken är tillverkad av Heckler & Koch, med högre säkerhet, och förenklat handhavande. M320 har möjlighet till fler slags ammunition, bland annat styrbara raketer, och med längre räckvidd än traditionella 40 mm-granater.